# Papyrus 32
Papyrus 32 (in de nummering van Gregory-Aland) of {\displaystyle {\mathfrak {P}}}32, is een vroege kopie van het Griekse Nieuwe Testament. Het is een manuscript van papyrus van de brief van Paulus aan Titus, maar bevat alleen Titus 1:11-15; 2:3-8. Op grond van het teksttype wordt het toegewezen aan het eind van de Tweede eeuw.

## Beschrijving
Papyrus 32 is gevonden in Egypte en wordt bewaard bij de Rylands Papyri in de John Rylands University Library (Gr. P. 5) in Manchester.
Het blad is 10,6 bij 4,9 cm groot. Het is aan beide zijden beschreven met ronde, nogal grote letters, met een neiging de woorden enigszins te verdelen.
De heilige namen worden afgekort.
De Griekse tekst is een vertegenwoordiger van het Alexandrijnse of neutrale teksttype. Kurt Aland beschrijft het als een in ieder geval normale tekst.
De tekst komt vaak overeen met de Codex Sinaiticus.

## Griekse tekst
De vette letters zijn aanwezig in het handschrift.
Brief van Paulus aan Titus 1:11-15 (recto)
ΕΠΙΣΤΟΜΙ-
ZEIN OITINEΣ ΟΛΟΥΣ ΟΙΚΟΥΣ ANATPE-

ΠΟΥΣΙ ΔΙΔΑΣKONΤΕΣ A MH ΔΕΙ ΑΙΣΧΡΟΥ

ΚΕΡΔΟΥΣ XAPIN EIΠEN ΤΙΣ ΕΞ ΑΥΤΩN

ΙΔΙΟΣ ΑΥΤΩN ΠΡΟΦΗΤΗΣ ΚΡΗΤΕΣ AEI

ΨΕΥΣΤΑΙ KAKA ΘΗΡΙΑ ΓΑΣΤΕΡΕΣ ΑΡΓΑΙ

H MAPTYPIA AYTH EΣΤIN ΑΛΗΘΗΣ ΔΙ

HN AITIAN EΛΕNXE ΑΥΤΟΥΣ ΑΠΟΤΟΜΩΣ

INA YΓIAINΩΣIN EN TH ΠΙΣΤΕΙ MH

ΠΡΟΣEXONΤΕΣ ΙΟΥΔΑΙΚΟΙΣ ΜΥΘΟΙΣ

KAI ENTOΛΑΙΣ ANΘPΩΠΩN ΑΡΟΣΤΡΕΦΟ-

MENΩN THN ΑΛΕΘΕΙΑN ΠANTA KA-

ΘΑΡΑ ΤΟΙΣ ΚΑΘΑΡΟΙΣ ΤΟΙΣ ΔΕ MEMIAM-

MENOΙΣ KAI ΑΠΙΣΤΟΙΣ OYΔEN KAΘAPON
de mond snoeren, daar zij hele gezinnen te gronde richten,

lerende onbehoorlijke dingen, uit schandelijk

winstbejag. Zegt

'een van hun eigen  profeten, "Kretenzers zijn altijd

leugenaars, gemene beesten, vadsige vreters."

Dat is pas een waar woord!

Daarom, wijs hen streng terecht,

zodat ze en heilzaam geloof krijgen; zich niet

langer interesseren voor  Joodse fabeltjes,

en zich geen regels laten opleggen door mensen, die zich hebben afgekeerd

van de waarheid. Alles is

rein voor wie rein is: maar voor wie

bezoedeld zijn en ongelovig, is niets rein.
Brief van Paulus aan Titus 2:3-8 (verso)
ΔΙΑΒΟ-

ΛΟΥΣ ΜΗΔΕ OINΩ ΠΟΛΛΩ ΔΕΔΟΥΛΩ-

MENΑΣ ΚΑΛΟΔΙΔΣΚΑΛΟΥΣ INA

ΣΩΦΡΟNIZΩΣIN ΤΑΣ NΕΑΣ ΦΙΛΑN-

ΔΡΟΥΣ EINAI ΦΙΛOTEKNΟΥΣ ΣΩΦΡΟ-

NΑΣ AΓNΑΣ ΟΙΚΟΥΡΓΟΥΣ ΑΓΑΘΑΣ

YΠOΤΑΣΣOMENΑΣ ΤΟΥΣ ΙΔΙΟΙΣ AN-

ΔΡΑΣIN INA MH O ΛΟΓΟΣ TOY ΘΥ ΒΛΑ-

ΣΦΗΜΗΤΑΙ ΤΟΥΣ NEΩΤΕΡΟΥΣ

ΩΣΑΥΤΩΣ ΠΑΡΑΚΑΛΕΙ ΣΩΦΡΟN-

EIN ΠΕΡΙ ΠANTA ΣΕΑΥTON ΠΑΡΕ-

XOMENOΣ TYΠON ΚΑΛΩN EPΓΩN

EN TH ΔΙΔΑΣΚΑΛΙΑ ΑΦΘONIAN ΣΕ-

MNOTHTA ΛΟΓΟN ΥΓΙΗ AKATAΓNΩ-

ΣΤON INA O ΕΞ ENANTIΑΣ ENTPA-

ΠΗ
Kwaadspreeksters, niet aan wijn verslaafd,

ze moeten goede raad weten te geven, zodat

Ze kunnen leren aan de z jonge vrouwen, om hun man lief te hebben,

hun kinderen lief te hebben. Ingetogen,

kuis, zorgzaam in het huishouden, vriendelijk,

het gezag erkennend van hun eigen man.

opdat het woord van God niet gelasterd worde.

De jonge mannen 

net zo, roep ze op ingetogen te zijn,

in alles.Geef zelf 

een voorbeeld van goede werken:'

laat je leer zuiver en waardig zijn,

en verkondig de heilzame, onbetwistbare boodschap,

zodat onze tegenstanders beschaamd komen te staan